# Software Virtualization Solution
Software Virtualization Solution (abbreviato in SVS) è un software sviluppato inizialmente da Altiris (acquisita nel 2007 da Symantec) allo scopo di virtualizzare le applicazioni.

## Principi di funzionamento
L'approccio alla virtualizzazione utilizzato da SVP differisce in maniera sostanziale da quello su cui si basano altre applicazioni simili come ad esempio VMware Workstation. Mentre quest'ultimo consente di creare e gestire intere macchine virtuali, SVS mira alla virtualizzazione delle sole applicazioni, e non dell'intero sistema operativo. Più precisamente, SVS si interpone tra il sistema operativo e il processo di installazione delle applicazioni tenendo traccia dei file inseriti delle modifiche al registro di Windows, in modo che tali applicazioni non applichino modifiche direttamente alla configurazione del sistema e senza quindi poter generare conflitti con altri programmi. Uno dei vantaggi evidenti di questo approccio è la possibilità di installare anche molteplici versioni della stessa applicazione sullo stesso sistema.
La guida in linea di SVS definisce "layer" gli ambienti di virtualizzazione dedicati a ciascuna applicazione; in effetti l'idea di fondo è molto simile a quella che risiede dietro al concetto di layer presente nelle applicazioni grafiche come PhotoShop o AutoCAD.
I layer che contengono le varie applicazioni possono essere attivati o disattivati in qualunque momento (anche al momento dell'avvio di Windows), e l'utente di fatto non è in grado di distinguere le applicazioni installate nativamente nel sistema operativo, oppure all'interno del programma di virtualizzazione. Analogamente, disattivandone il layer corrispondente, è possibile rendere del tutto invisibile la presenza di un'applicazione in modo che tutte le modifiche alla configurazione del sistema vengano nascoste; oltre alle modifiche al registro, vengono nascosti addirittura i file del programma e le icone sul desktop e nel menù avvio.

### Vantaggi derivati dall'utilizzo di SVS
Per i motivi sopra esposti, se un programma che potrebbe rendere instabile il sistema viene installato in un layer di SVS, non potrà danneggiare in modo permanente il sistema. Altri scenari possibili sono i seguenti:
- Prove di applicazioni sconosciute senza la possibilità che queste possano apportare pericolose modifiche alla stabilità del sistema. Per riportare il sistema allo stato originario sarà sufficiente "spegnere" il layer corrispondente a tale applicazioni, o addirittura a eliminarlo.
- Installazioni di diverse versioni della stessa applicazione: si tratta di uno scenario non possibile senza un software come questo, in quanto molto spesso diverse versioni non potrebbero convivere, a causa di conflitti di librerie o impostazioni.